# Kamionek (województwo opolskie)
Kamionek (dodatkowa nazwa w j. niem. Klein Stein) – wieś w Polsce położona w województwie opolskim, w powiecie krapkowickim, w gminie Gogolin.
W latach 1975–1998 miejscowość administracyjnie należała do ówczesnego województwa opolskiego.
Na terenach wsi znajduje się Rezerwat przyrody Kamień Śląski.

## Nazwa
Nazwa miejscowości Kamionek pochodzi od pokładów kamienia na którym ta wieś stoi. Płytko zalegający kamień wapienny jest bogactwem tej ziemi. Wydobywany w pobliskich kamieniołomach służył jako surowiec do produkcji wapna i cementu oraz budownictwa dróg, domów mieszkalnych i zabudowań gospodarczych.
W alfabetycznym spisie miejscowości na terenie prowincji śląskiej wydanym w 1830 roku we Wrocławiu przez Johanna Knie wieś występuje pod nazwami niemiecką Klein Stein oraz polskimi: Mały Kamień i obecnie używaną Kamionek. Topograficzny opis Górnego Śląska z 1865 roku notuje miejscowość we fragmencie "Klein-Stein (polnisch Kamionek)".

## Historia
Pierwszy dokument świadczący o istnieniu Kamionka pochodzi z 1531 roku (z dokumentu księcia Jana Dobrego ). Wioska ta była wymieniona jako płacąca dziesięcinę z każdego zboża na rzecz kolegiaty św. Krzyża w Opolu. Jednak Kamionek jest wioską starszą, gdyż chłopi z owej osady założyli kolonię Łowiecko wzmiankowaną już w 1424 roku. Kolonia ta leżała około 3 kilometrów na północny zachód od Kamionka. Według kroniki kamieńskiej mieszkało tam 18 chłopów. Wieś tę spaliły wojska szwedzkie Mansfelda w czasie wojny trzydziestoletniej (1618 – 1648 ).
W czasie wojny trzydziestoletniej Kamionek uległ znacznemu zniszczeniu. Największe zniszczenia dokonały szwedzkie wojska protestanckiego watażki Christiana Mansfelda. W 1679 roku Kamionek został wymieniony w aktach wizytacyjnych biskupstwa wrocławskiego. Podano tam, że dziesięcinę dla proboszcza oddawało 9 chłopów. W polu pracowali oni końmi oraz bydłem: wołami i krowami. Mieli oni oddawać ¼ miary owsa. W 1697 roku zapisano, że proboszcz kamieński od rolników z Kamionka otrzymywał 4 viertele owsa. W 1783 roku wioska liczyła 142 mieszkańców. 
Od 1830 roku Kamionek należał do Strachwitzów. Było 35 domów oraz dwór. Wioska liczyła 265 mieszkańców, którzy byli katolikami. W 1855 roku Kamionek posiadał 13 gospodarstw. Rocznie mieszkańcy płacili 170 talarów za podatek klasowy, 74 talary podatku gruntowego i 5 talarów podatku przemysłowego.
Gdy w 1874 roku w parafii kamieńskiej wybuchła epidemia cholery, swoimi ofiarami dotknęła również Kamionek. W Kamionku do końca XIX wieku nie było szkoły, dzieci więc z tej miejscowości chodziły do szkoły w Kamieniu. 
Kamień w Kamionku był najtańszym materiałem budowlanym. Charakterystyczne dla tej wioski były zagrody otoczone murami z kamienia wapiennego. Każda zagroda była otoczona ogrodem. Robotnicy i małorolni chłopi hodowali w tym czasie jedną lub więcej kóz.  
W XIX wieku stare gospodarstwa były zbudowane w stylu pruskim (budynki mieszkalne łączyły się ze stajniami i oborami. Z sieni czy poprzez taką komórkę wchodziło się wprost do kuchni ale też i bezpośrednio do stajni lub chlewa. Niekiedy w kuchni były dwa okna, jedno na dwór, przez drugie można było zaglądnąć do stajni. W sieni był jeszcze tzw. „Wielok” czyli piec do pieczenia chleba i kołacza. Jesienią służył do suszenia owoców. Raz w tygodniu gospodyni sama piekła okrągłe chleby w domu, a w dniu wypieku tradycyjnie na obiad gotowano żur. 
```
 Od niepamiętnych czasów, w lesie za Kamionkiem w kierunku Górażdża znajdowały się kamieniołomy kamienia wapiennego zwane „Górka”. Kopalnia ta należała do hrabiego Strachwitza z Kamienia. Do tych kamieniołomów w lesie udawali się do pracy mieszkańcy Kamionka przez wiele lat. Z tego kamieniołomu wąskotorową kolejką wydobywany był kamień, którego wożono do pieca wapiennego w kierunku Gogolina na tzw. „Dziołach”. Zbudowano tam dom mieszkalny, w którym mieszkało kilka rodzin robotników tam pracujących. Ten zabytkowy już piec od wielu lat jest nieczynny.  
```

W plebiscycie na Górnym Śląsku 20 marca 1921 64 wyborców opowiedziało się za pozostaniem w Niemczech, a 306 za  przyłączeniem do Polski. Kamionek pozostał w Rzeszy Niemieckiej. 
W latach II wojny światowej był w miejscowości OT – Lager Klein Stein.

## Wojewódzka ewidencja zabytków
W wojewódzkiej ewidencji zabytków na terenie wsi Kamionek wskazano następujące obiekty: kaplicę przy stawie, dawną szkołę, dom przy Placu Stawowym oraz piec wapienniczy. Kaplica przy stawie została odremontowana i jest w bardzo dobrym stanie. Piec wapienniczy zlokalizowany jest przy wyjeździe  ze  wsi Kamionek w kierunku Gogolina. Piec ten znajduje się w lesie, jest prawie niewidoczny zza istniejących zakrzewień i zadrzewień. Jego stan jest bardzo zły.